# Blue Mountains (Australia)
Le Blue Mountains sono montagne situate nella parte sud-est dell'Australia che fanno parte della Grande Catena Divisoria, seguono il profilo della costa per circa 2000 km, variando altitudine e tipo di clima. Nel 2002 sono state pesantemente danneggiate da un incendio che è arrivato a lambire la città di Sydney. Sono prevalentemente composte da una vegetazione ricca di eucalipti. Essi stillano gocce di olio blu e da questo deriva il nome delle montagne.